# Bitka pri mostu
Bitka pri mostu ali bitka pri al-Džisru (arabsko معركة الجسر, perzijsko نبرد پل) je bila bitka med arabskimi muslimani, ki jih je vodil Abu Ubajd al-Takafi, in perzijskimi sasanidskimi silami, ki jih je vodil Bahman Džaduja. Potekala je na bregovih reke Evfrat. Bitka je tradicionalno datirana v leto 634 in je bila edina večja bitka, v kateri so Sasanidi premagali vojsko Rašidunskega kalifata. 

## Ozadje
Muslimanske sile so do takrat že zavzele Hiro v sedanjem osrednjem Iraku in prevzele nadzor nad okoliškimi območji Mezopotamije, naseljenimi z Arabci. Padec Hire je šokiral Perzijce in "mladostni [cesar] Jezdegerd III. je začel bolj resno jemati arabske zadeve". Na arabska obmejna območja je poslal vojsko in vse je kazalo, da bo zmagal. Al-Mutana ibn Harita je moral poklicati okrepitve iz Medine.
Novi kalif Omar je poslal v Mezopotamijo Abu Ubajda al-Takafija, da od Al-Mutane prevzame poveljstvo. Abu Ubajd je v Mezopotamiji v bližini Kufe naletel na glavnino perzijske vojske pod poveljstvom Bahmana Džaduja. Ker je bitka potekala ob mostu čez Evfrat, je postala znana kot bitka pri mostu.

## Bitka
Vojski sta stali na nasprotnih bregovih reke in Bahman je povabil Abu Ubajda, da odloči, kdo bo prečkal reko. Slednji je prevzel pobudo in agresivno prečkal reko, kar se je izkazalo za pogubno za njegovo vojsko. Po poročilih je srečanje s sloni v perzijski vojski prestrašilo arabske konje. Slon je z rilcem potegnil Abu Ubajda s konja in ga pohodil. Smrt poveljnika in nezmožnost arabskih čet, da bi prebile trdne perzijske vrste, je Arabce pognala v paničen beg.  Po Abu Ubajdovi smrti sta poveljstvo prevzela al-Hakam in Džabr, njegov brat oziroma sin, in na koncu al-Mutana. Po izročilu je al-Mutana zadrževal perzijsko vojsko toliko časa, da so Arabci popravili most in pobegnili. Izgubili naj bi 4.000 mož, čeprav točne ocene števila udeležencev v tej in drugih sodobnih bitkah niso znane. Okoli 3000 arabskih vojakov je odnesla reka.
Viri so soglasni, da Bahman Džaduja iz neznanega vzroka ni zasledoval bežeče arabske vojske. 